# Cultures Plano
Les cultures Plano, ou planoïennes, sont le nom donné par les préhistoriens à des communautés disparates de chasseurs-cueilleurs du début de l'Holocène sur le continent nord-américain.

## Chronologie
Ces cultures archéologiques de l'Amérique du Nord se sont développées entre environ 8000 et 6000 av. J.-C.

## Extension géographique
L'aire centrale des cultures Plano sont les Grandes Plaines. Leur influence technologique s'est répandue sur presque l'ensemble de l'Amérique du Nord.